# Liste der Stolpersteine in Homburg

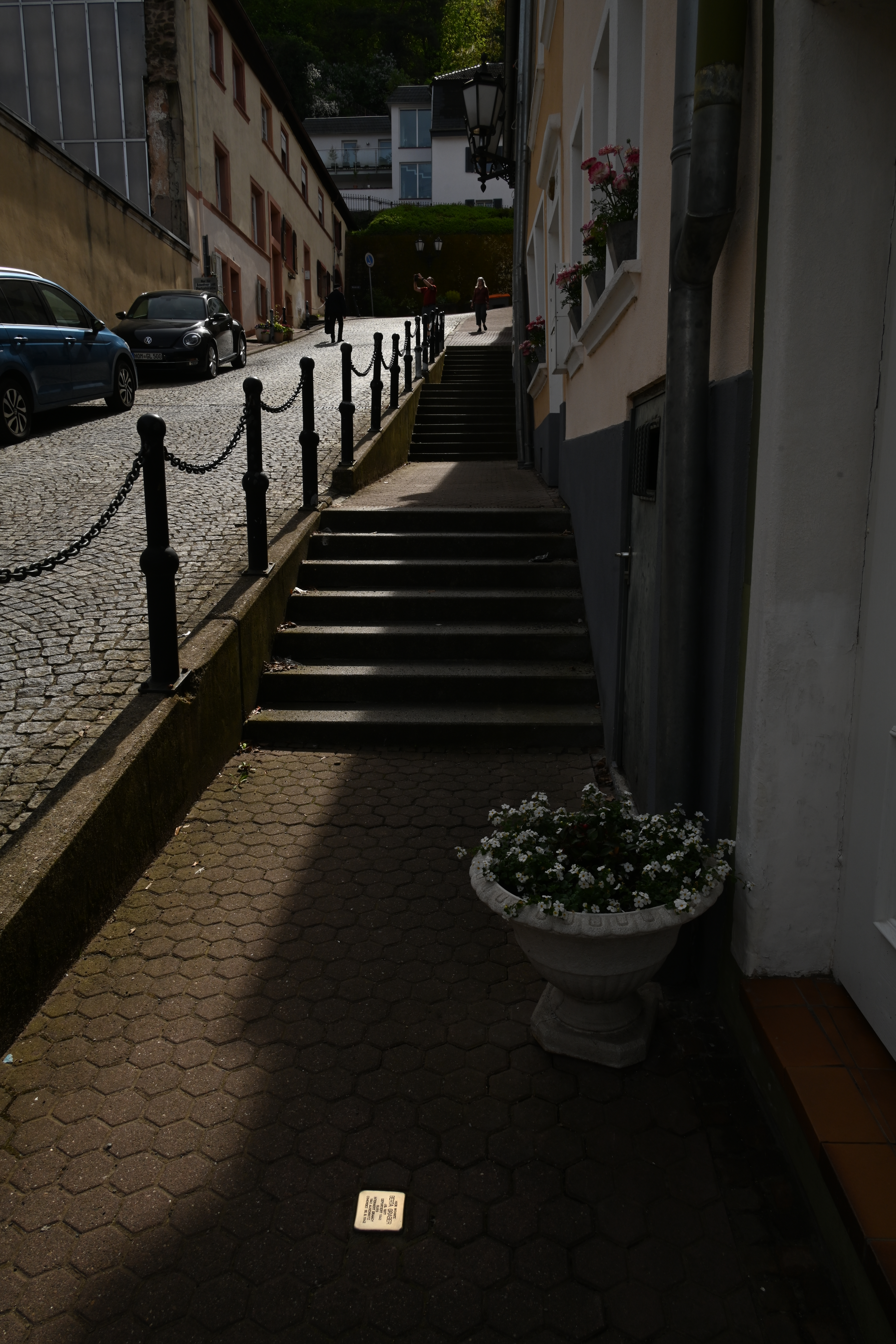
Stolpersteine in der Klosterstraße 1

Die Liste der Stolpersteine in Homburg enthält die Stolpersteine, die vom deutschen Künstler Gunter Demnig in der saarländischen Stadt Homburg verlegt wurden. Stolpersteine sind Opfern des Nationalsozialismus gewidmet, all jenen, die vom NS-Regime deportiert, ermordet, in die Emigration oder in den Suizid getrieben wurden. Demnig verlegt für jedes Opfer einen eigenen Stein, im Regelfall vor dem letzten selbst gewählten Wohnsitz.
Die erste Verlegung in Homburg erfolgte am 4. Februar 2023.

## Verlegte Stolpersteine
In Homburg wurden bisher sechzehn Stolpersteine an vier Adressen verlegt.
| Stolperstein | Übersetzung | Verlegeort         | Name, Leben                                   |
| ------------ | --- | ------------------ | --------------------------------------------- |
|              | HIER WOHNTE BERTA GRABER JG. 1877 DEPORTIERT 1940 GURS INTERNIERT DRANCY 1942 AUSCHWITZ ERMORDET                    | Klosterstraße 1    | Berta Graber (1877–1942/45)                   |
|              | HIER WOHNTE FISCHEL SIMON FROMMER JG. 1884 FLUCHT 1935 FRANKREICH MIT HILFE ÜBERLEBT                                | Marktplatz 15      | Fischel Simon Frommer (1884–)                 |
|              | HIER WOHNTE FRANZ JOSEF FROMMER JG. 1914 FLUCHT 1935 FRANKREICH SCHICKSAL NIE GEKLÄRT                               | Marktplatz 15      | Franz Josef Frommer (1914–)                   |
|              | HIER WOHNTE JOHANNA FROMMER GEB. OPPENHEIMER JG. 1878 FLUCHT 1935 FRANKREICH MIT HILFE ÜBERLEBT                     | Marktplatz 15      | Johanna Frommer, geborene Oppenheimer (1878–) |
|              | HIER WOHNTE OSKAR FROMMER JG. 1919 FLUCHT 1935 FRANKREICH MIT HILFE ÜBERLEBT                                        | Marktplatz 15      | Oskar Frommer (1919–)                         |
|              | HIER WOHNTE EUGEN OPPENHEIMER JG. 1869 DEPORTIERT 1940 GURS MIT HILFE ÜBERLEBT                                      | Marktplatz 15      | Eugen Oppenheimer (1869–)                     |
|              | HIER WOHNTE FRIEDERIKE OPPENHEIMER JG. 1873 DEPORTIERT 1940 GURS MIT HILFE ÜBERLEBT                                 | Marktplatz 15      | Friederike Oppenheimer (1873–)                |
|              | HIER WOHNTE ALICE CLEMENTINE SALMON GEB. VICKTOR JG. 1908 DEPORTIERT 1940 GURS FLUCHT 1942 USA                      | Eisenbahnstraße 6  | Alice Clementine Salmon geb. Vicktor (1908–)  |
|              | HIER WOHNTE FRED ARON SALMON JG. 1932 DEPORTIERT 1940 GURS FLUCHT 1942 USA                                          | Eisenbahnstraße 6  | Fred Aron Salmon (1932–)                      |
|              | HIER WOHNTE KARL SALMON JG. 1901 'SCHUTZHAFT' 1938 DACHAU DEPORTIERT 1940 GURS FLUCHT 1942 USA                      | Eisenbahnstraße 6  | Karl Salmon (1901–)                           |
|              | HIER WOHNTE MATHEL SALMON JG. 1938 DEPORTIERT 1940 GURS FLUCHT 1942 USA                                             | Eisenbahnstraße 6  | Mathel Salmon (1938–)                         |
|              | HIER WOHNTE PAULA SALMON JG. 1896 DEPORTIERT 1940 GURS INTERNIERT DRANCY 1942 AUSCHWITZ ERMORDET                    | Eisenbahnstraße 6  | Paula Salmon (1896–1942/45)                   |
|              | HIER WOHNTE ROSA SALMON GEB. HERZ JG. 1867 DEPORTIERT 1940 GURS ERMORDET 4.12.1940                                  | Eisenbahnstraße 6  | Rosa Salmon, geborene Herz (1867–1940)        |
|              | HIER WOHNTE FRIEDRICH WOLF JG. 1920 FLUCHT 1935 FRANKREICH INTERNIERT DRANCY DEPORTIERT 1943 MAJDANEK ERMORDET      | Karlsbergstraße 20 | Friedrich Wolf (1920–1943)                    |
|              | HIER WOHNTE HEINRICH WOLF JG. 1894 FLUCHT 1935 FRANKREICH INTERNIERT DRANCY DEPORTIERT 1943 MAJDANEK ERMORDET       | Karlsbergstraße 20 | Heinrich Wolf (1894–1943)                     |
|              | HIER WOHNTE IRMA WOLF GEB. BORG JG. 1892 FLUCHT 1935 FRANKREICH INTERNIERT DRANCY DEPORTIERT 1943 MAJDANEK ERMORDET | Karlsbergstraße 20 | Irma Wolf, geborene Borg (1892–1943)          |

## Verlegedatum
- 4. Februar 2023